# توكوفو زوبيري
توكوفو زوبيري (بالإنجليزية: Tukufu Zuberi)‏ (وُلد 26 أبريل 1959) عالم اجتماع أمريكي، مخرج، ناقد اجتماعي، مدّرس، وكاتب. ظهر زوبيري في العديد من الأفلام الوثائقية عن أفريقيا والشتات الأفريقي، بما في ذلك فيلم ليبيريا: أميركاز ستبتشيلد (2002)، وفيلم بعد خمسمائة عام (2005). يُعد زوبيري أحد مضيفي برنامج هيستوري ديدكتيف المعروض منذ وقت طويل على قناة بي بي إس. باعتباره مؤسسًا لشركته الإنتاجية، أنتج فيلم أفريكان إندبندنس، الذي عُرض لأول مرة في مهرجان سان دييغو للأفلام السوداء في يناير 2013. وهو أستاذ عائلة لاسري للعلاقات العرقية، وأستاذ ورئيس قسم علم الاجتماع، وأستاذ الدراسات الأفريقية في جامعة بنسلفانيا.

## السيرة الحياتية

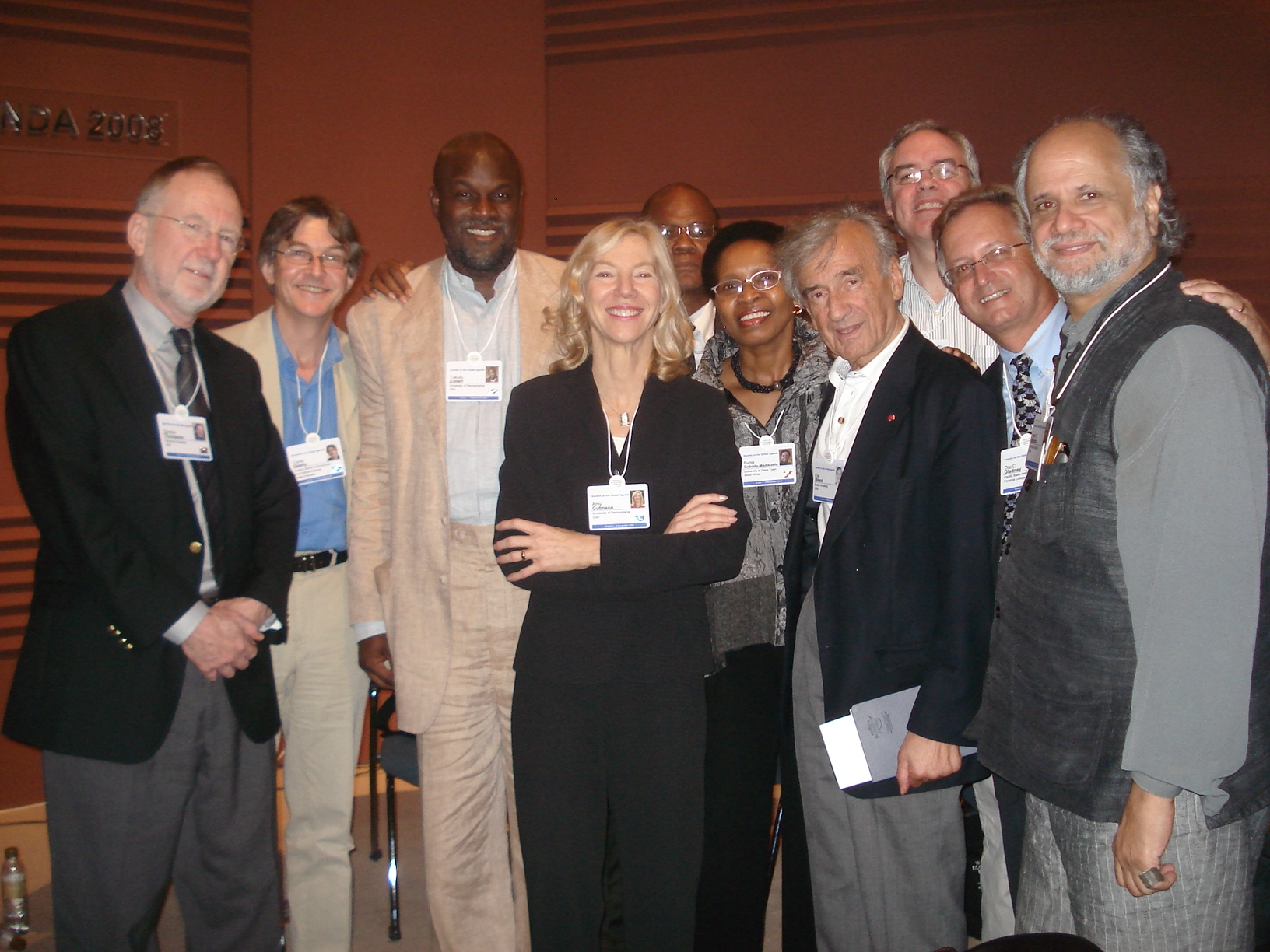
توكوفو زوبيري ومجلس المساواة والاحترام الإنساني في المنتدى الاقتصادي العالمي، 2008

وُلد أنطونيو مكدانييل لوالديه ويلي وآني مكدانييل، ونشأ في سبعينيات القرن العشرين في بيت من بيوت مشروعات الإسكان في أوكلاند بكاليفورنيا، وغيَّر اسمه إلى توكوفو زوبيري، وهو اسم من اللغة السواحيلية يعني «القوة» و«كل الثناء». يقول زوبيري إنه «تسمى بذلك الاسم، بسبب رغبته في إقامة صلة بفترة هامة، طعن الناس فيها بخصوص ما يعني كون المرء إنسانًا».
حصل زوبيري على درجة البكالوريوس من جامعة سان هوزيه الولائية في عام 1981، وعلى درجة الماجستير من جامعة ساكرامنتو بولاية كاليفورنيا في عام 1985، وعلى درجة الدكتوراه من جامعة شيكاغو في عام 1989. في عام 1988، التحق بكلية جامعة بنسلفانيا، حيث أصبح أستاذ عائلة لاسري للعلاقات العرقية، وأستاذ ورئيس قسم علم الاجتماع، ومدير مركز الدراسات الأفريقية. عمل أستاذًا زائرًا في جامعة ماكيريري في كمبالا، وأوغندا، وجامعة دار السلام في تنزانيا.
يركز بحث زوبيري على العرق وعلاقته بالأفارقة، وعلى سكان الشتات الأفريقي. أجرى أبحاثًا في ميدان الإحصاء الاجتماعي وميدان الدراسات السكانية (الديموغرافيا). كان محاضرًا زائرًا في الكليات والجامعات وفي البرامج التلفزيونية.
في عام 2013، أنتج زوبيري أول فيلم وثائقي له، وهو فيلم أفريكان إندبندنس. عُرض الفيلم لأول مرة في مهرجان سان دييغو للأفلام السوداء في يناير 2013. يناقش الفيلم بداية حركة الاستقلال والمشاكل التي واجهتها الحركة لكسب الاستقلال في أفريقيا.

## روابط خارجية
- توكوفو زوبيري على موقع IMDb (الإنجليزية)
- توكوفو زوبيري على موقع أول موفي (الإنجليزية)
- توكوفو زوبيري على موقع كينوبويسك (الروسية)